# إدواردو كروز-كوك
إدواردو كروز-كوك هو دبلوماسي وطبيب وسياسي تشيلي، ولد في 22 أبريل 1899 في فالبارايسو في تشيلي، وتوفي في 18 مارس 1974 في سانتياغو في تشيلي. نشط حزبياً في Conservative Party (Chile) ‏. وقد انتخب عضو مجلس الشيوخ التشيلي ‏.